# Quíron

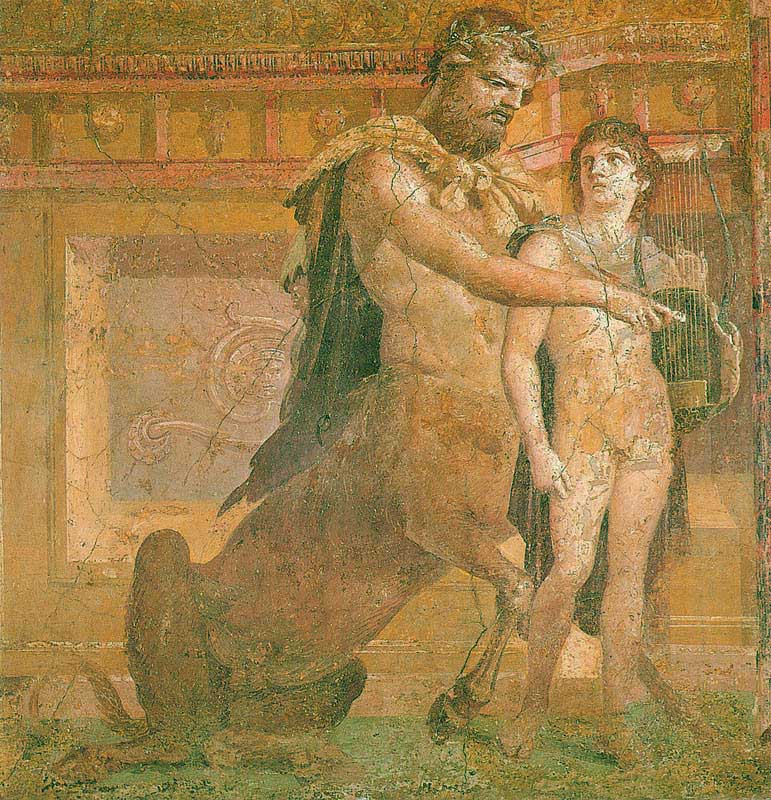
Quíron e Aquiles, num afresco de Herculano, no Museu Arqueológico Nacional de Nápoles.

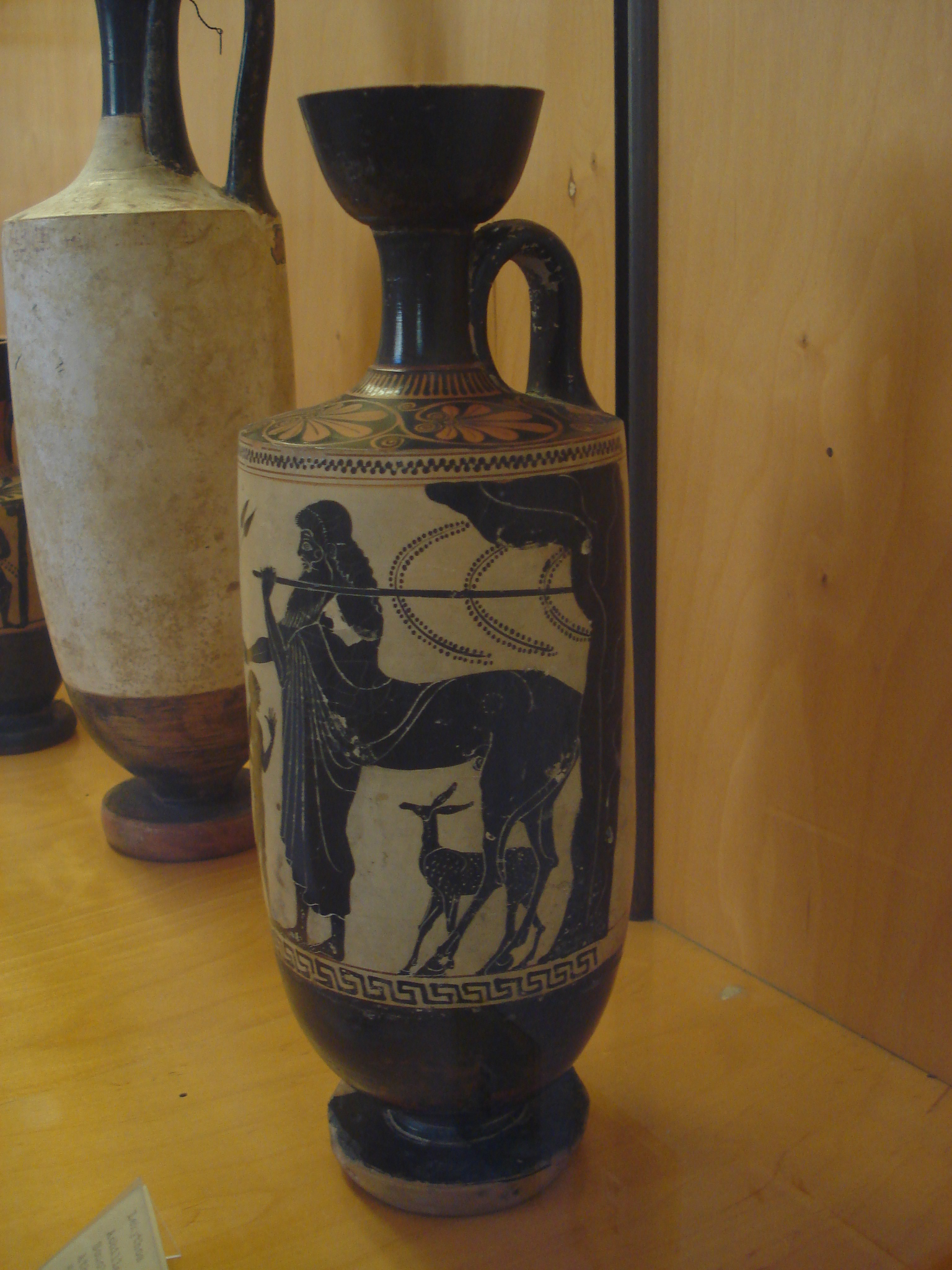
Vaso mostrando Quíron e Aquiles.

Quíron (em grego: Χείρων, transliterado Kheíron, "mão"), na mitologia grega, era um centauro, considerado superior por seus próprios pais. Ao contrário do resto dos centauros que, como os sátiros, eram notórios por serem bebedores contumazes e indisciplinados, delinquentes sem cultura e propensos à violência quando ébrios, Quíron era inteligente, civilizado e bondoso, e célebre por seu conhecimento e habilidade com a medicina.

## Família
De acordo com um mito arcaico Quíron é filho de Cronos (Saturno, para os romanos), que, depois de ter assumido a forma de um cavalo para se esconder de sua esposa, Reia, engravidou a ninfa Filira. A linhagem de Quíron também era diferente dos outros centauros, que eram filhos do Sol e das nuvens de chuva; os gregos do período clássico consideravam-nos frutos da união entre o rei Íxion, atado permanentemente a um disco de fogo no Tártaro, e Nefele ("nuvem"), que Zeus teria criado à forma e semelhança de Hera.
Quiron sempre viveu afastado dos seus irmãos olimpianos, Quiron também foi professor de vários heróis gregos como Héracles, Íficles, Aquiles, Ajax, Teseu e Jasão.

## Vida
Abandonado, Quíron foi encontrado por Apolo, que o criou como pai adotivo e lhe ensinou todos os seus conhecimentos: artes, música, poesia, ética, filosofia, artes divinatórias e profecias, terapias curativas e ciência. Tradicionalmente, habitava o Monte Pelião. Ali se casou com Cariclo, também uma ninfa, que lhe deu três filhas: Hipe (Melanipe ou Euípe), Endeis e Ocírroe, além de um filho, Caristo. Grande curandeiro, astrólogo e um respeitado oráculo, Quíron era tido como o último dos centauros, e altamente reverenciado como professor e tutor. Entre seus pupilos, estavam diversos heróis, como Asclépio, Aristeu, Ajax, Enéas, Actéon, Ceneu, Teseu, Aquiles, Jasão, Peleu, Télamon, Héracles, Ileu, Fênix, e em algumas versões do mito, Dioniso.

## Morte
Sua nobreza também se reflete na história que narra sua morte: Quíron teria sacrificado sua vida, permitindo assim que a humanidade obtivesse o uso do fogo. Isto ocorreu durante a visita de Hércules à caverna de Folo, no Monte Pélion, na Tessália, enquanto visitava seu amigo, durante o quarto de seus doze trabalhos, no qual derrotou o Javali de Erimanto. Enquanto estavam fazendo uma refeição, Héracles pediu vinho, para acompanhar a comida. Folo, que comia sua comida crua, estranhou. Ele havia recebido do deus Dioniso uma jarra de um vinho sagrado anteriormente, que deveria ser conservado para o resto dos centauros até que fosse a hora certa de ser aberto. Diante do pedido de Héracles, Folo sentiu-se constrangido em oferecer o vinho santo. O herói o agarrou de suas mãos e o abriu, deixando que seus vapores e aromas saíssem da garrafa e intoxicassem os centauros, liderados por Nesso, que estavam reunidos do lado de fora da caverna e passaram imediatamente a arremessar pedras e galhos. Héracles disparou diversas flechas envenenadas contra eles, para afastá-los. Uma delas atingiu Quíron na coxa. Já Folo saiu do fundo da caverna, onde havia se refugiado, para observar a destruição, e, ao puxar uma das flechas do corpo de um dos centauros, perguntou-se como podia uma coisa tão pequena causar tanta morte e destruição. Ao dizer isso, deixou a flecha cair de sua mão sobre o seu casco, o que o matou instantaneamente.
A flecha não matou Quíron, pois, sendo filho de um titã, era imortal, porém provocou-lhe dores terríveis e incessantes, porque o seu veneno havia sido preparado pelo próprio Quíron e dado a Hércules que era um de seus discípulos. O mito conta que Quíron, possuindo grandes habilidades de cura, tentou sem sucesso curar a sua ferida, que lhe doía imensamente. Coube assim a Héracles fazer um acordo com Zeus, trocando a imortalidade de Quíron pela vida de Prometeu, que roubara o fogo dos deuses e o dera aos homens e, por isso, fora condenado a padecer eternamente, amarrado a um rochedo enquanto um pássaro devorava seu fígado, que voltava a crescer no dia seguinte. Zeus, que afirmara que só o libertaria se um imortal abrisse mão de sua imortalidade e fosse para o Hades, o reino dos mortos, em seu lugar, concordou, liberando Quíron de seu sofrimento, para morrer tranquilamente. O deus o homenageou, colocando-o no céu como a constelação que chamamos de Sagitário (do latim sagittarius, "arqueiro").

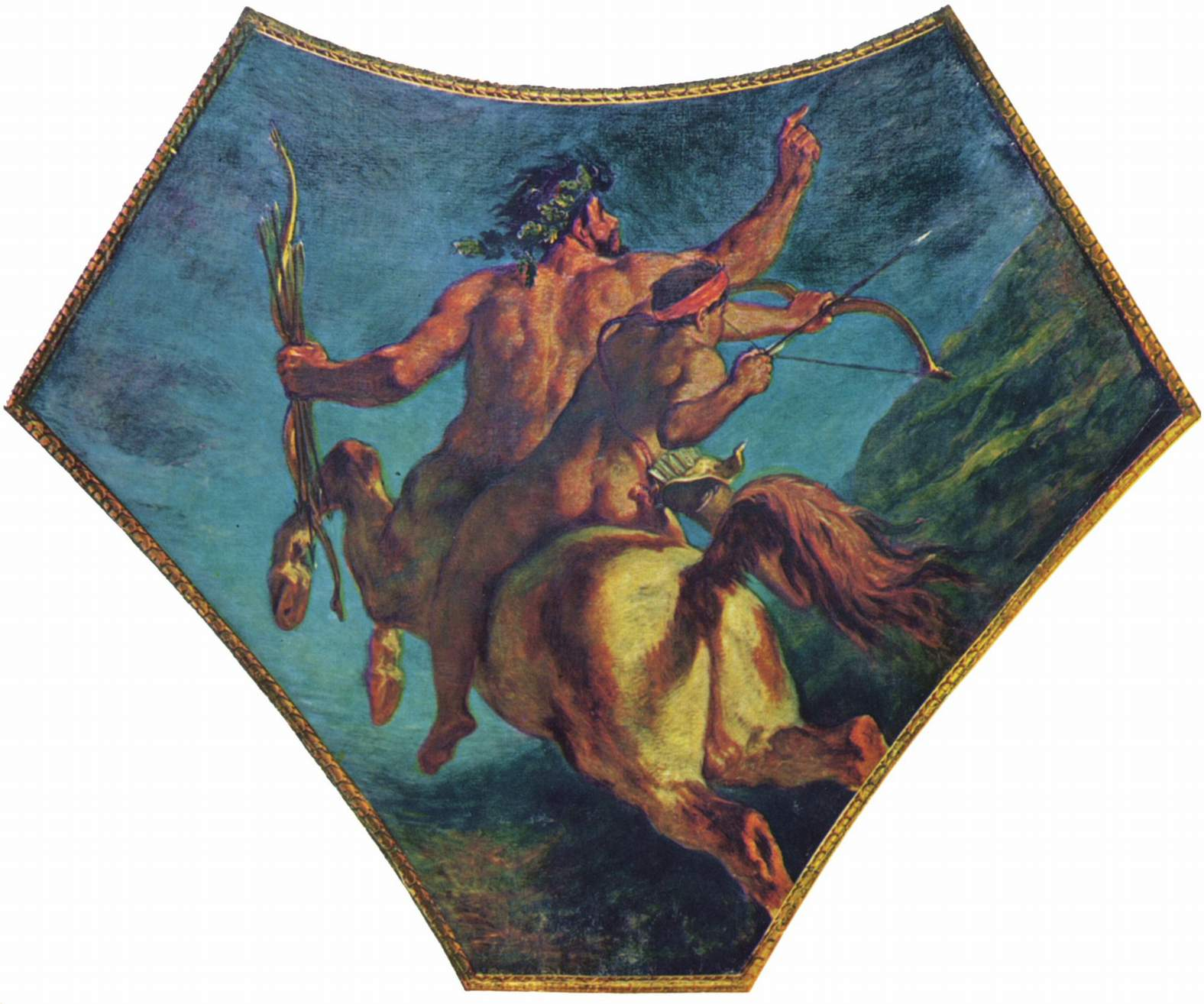
A Educação de Aquiles, de Eugène Delacroix.

Quíron salvou a vida de Peleu quando Acasto tentou matá-lo, roubando sua espada e deixando-o dentro de uma mata, para ser morto pelos centauros. Quíron teria retornado a espada a Peleu. Algumas fontes especulam que Quíron seria originalmente um deus exclusivo da Tessália, posteriormente absorvido pelo panteão grego na forma de um centauro.

## Árvore Genealógica
|  |  |  |  |  |  |  |  |      |      |      |      |      |      | Cronos | Cronos | Cronos | Cronos | Cronos | Cronos |        |        |  |  |         |         | Filira  | Filira  | Filira  | Filira  | Filira | Filira |         |         |         |         |         |         |  |  |  |  |  |  |  |  |  |  |  |  |  |  |  |  |  |  |  |  |  |  |
|  |  |  |  |  |  |  |  |      |      |      |      |      |      | Cronos | Cronos | Cronos | Cronos | Cronos | Cronos |        |        |  |  |         |         | Filira  | Filira  | Filira  | Filira  | Filira | Filira |         |         |         |         |         |         |  |  |  |  |  |  |  |  |  |  |  |  |  |  |  |  |  |  |  |  |  |  |
|  |  |  |  |  |  |  |  |      |      |      |      |      |      |        |        |        |        |        |        |        |        |  |  |         |         |         |         |         |         |        |        |         |         |         |         |         |         |  |  |  |  |  |  |  |  |  |  |  |  |  |  |  |  |  |  |  |  |  |  |
|  |  |  |  |  |  |  |  |      |      |      |      |      |      |        |        |        |        |        |        |        |        |  |  |         |         |         |         |         |         |        |        |         |         |         |         |         |         |  |  |  |  |  |  |  |  |  |  |  |  |  |  |  |  |  |  |  |  |  |  |
|  |  |  |  |  |  |  |  |      |      |      |      |      |      |        |        |        |        |        |        |        |        |  |  |         |         |         |         |         |         |        |        |         |         |         |         |         |         |  |  |  |  |  |  |  |  |  |  |  |  |  |  |  |  |  |  |  |  |  |  |
|  |  |  |  |  |  |  |  |      |      |      |      |      |      |        |        | Quíron | Quíron | Quíron | Quíron | Quíron | Quíron |  |  | Cariclo | Cariclo | Cariclo | Cariclo | Cariclo | Cariclo |        |        |         |         |         |         |         |         |  |  |  |  |  |  |  |  |  |  |  |  |  |  |  |  |  |  |  |  |  |  |
|  |  |  |  |  |  |  |  |      |      |      |      |      |      |        |        | Quíron | Quíron | Quíron | Quíron | Quíron | Quíron |  |  | Cariclo | Cariclo | Cariclo | Cariclo | Cariclo | Cariclo |        |        |         |         |         |         |         |         |  |  |  |  |  |  |  |  |  |  |  |  |  |  |  |  |  |  |  |  |  |  |
|  |  |  |  |  |  |  |  |      |      |      |      |      |      |        |        |        |        |        |        |        |        |  |  |         |         |         |         |         |         |        |        |         |         |         |         |         |         |  |  |  |  |  |  |  |  |  |  |  |  |  |  |  |  |  |  |  |  |  |  |
|  |  |  |  |  |  |  |  |      |      |      |      |      |      |        |        |        |        |        |        |        |        |  |  |         |         |         |         |         |         |        |        |         |         |         |         |         |         |  |  |  |  |  |  |  |  |  |  |  |  |  |  |  |  |  |  |  |  |  |  |
|  |  |  |  |  |  |  |  |      |      |      |      |      |      |        |        |        |        |        |        |        |        |  |  |         |         |         |         |         |         |        |        |         |         |         |         |         |         |  |  |  |  |  |  |  |  |  |  |  |  |  |  |  |  |  |  |  |  |  |  |
|  |  |  |  |  |  |  |  | Hipe | Hipe | Hipe | Hipe | Hipe | Hipe |        |        | Endeis | Endeis | Endeis | Endeis | Endeis | Endeis |  |  | Ocírroe | Ocírroe | Ocírroe | Ocírroe | Ocírroe | Ocírroe |        |        | Caristo | Caristo | Caristo | Caristo | Caristo | Caristo |  |  |  |  |  |  |  |  |  |  |  |  |  |  |  |  |  |  |  |  |  |  |

## Discípulos de Quíron

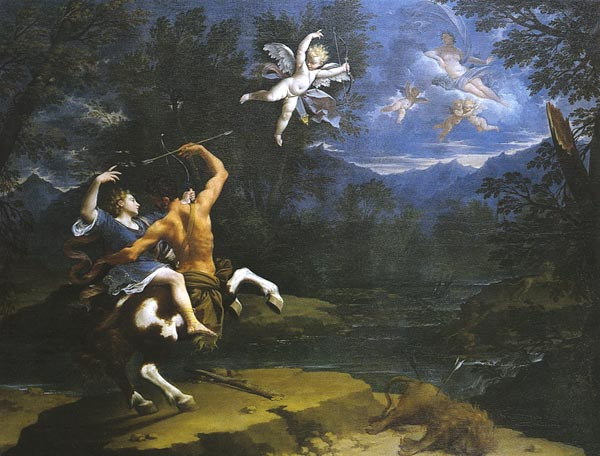
A Educação de Aquiles, de Donato Creti, 1714 (Musei Civici d'Arte Antica, em Bolonha).

- Aquiles - quando sua mãe, Tétis, abandonou seu lar e retornou às nereidas, Peleu trouxe seu filho Aquiles para Quíron, que o recebeu como discípulo e o alimentou com as entranhas de leões e javalis, e o tutano de lobas.
- Actéon - criado por Quíron para ser um caçador, celebrizou-se por sua morte terrível: depois de ter sido transformado em um cervo pela deusa Ártemis, foi devorado por seus próprios cães que haviam entrado na caverna de Quíron procurando por seu dono.
- Aristeu - teriam sido as Musas que, de acordo com algumas versões da lenda, teriam ensinado a Aristeu as artes da cura e da profecia. Aristeu descobriu o mel e as azeitonas. Após a morte de seu filho, Actéon, migrou para a Sardenha.
- Asclépio - a célebre medicina de Asclépio (Esculápio para os romanos) fundamentou-se nos ensinamentos de Quíron. Apolo matou a mãe de Asclépio, Corônis, enquanto esta ainda estava grávida, porém retirou a criança da pira funerária, entregando-a ao centauro, que a criou e lhe ensinou as artes da cura e da caça.
- Hércules - o herói dos Doze Trabalhos foi ensinado por Quíron, que lhe inspirou a ciência e a moral. Hércules atingiu acidentalmente Quíron, causando-lhe uma ferida que nunca cicatrizou.
- Jasão, o célebre capitão dos argonautas - seu pai, Esão, entregou-o a  Quíron para que o criasse quando foi deposto pelo rei Pélias.
- Medeu - filho de Medeia com Jasão (ou, segundo alguns, Egeu), que deu o nome ao país dos medos, morto numa campanha militar contra os indianos.
- Pátroclo - seu pai deixou-o na caverna de Quíron para estudar, juntamente com Aquiles, os acordes da harpa, aprender a arremessar lanças e cavalgar.
- Peleu - pai de Aquiles, foi, certa vez, resgatado por Quíron: Acasto, filho de Pélias, purificou Peleu por ter matado, inadvertidamente, seu cunhado, Êuricíon. A esposa de Acasto, no entanto, Astidâmia, apaixonou-se por Peleu; ao perceber que não era correspondida, passou a tramar contra ele, acusando-o, pelas costas, de tentar estuprá-la. Acasto, sem poder matar o homem que acabara de purificar, levou-o para uma caçada no Monte Pélion; à noite, quando Peleu adormeceu, abandonou-o e escondeu sua espada. Ao despertar, os centauros haviam cercado seu acampamento e o teriam matado não fosse a intervenção providencial de Quíron, que também lhe devolveu a espada após procurar e encontrá-la. Quíron promoveu então o casamento de Peleu com Tétis, criando Aquiles por ela. Também indicou a Peleu como conquistar a nereide que, sempre mudando sua forma, conseguia evitar que ele a capturasse. Em outras lendas, teria sido Proteu quem teria ajudado Peleu; quando este se casou com Tétis, ele teria recebido de Quíron uma lança de carvalho, que Aquiles levaria para a Guerra de Troia, para com ela curar Télefo, por lhe remover a ferrugem.